# Val Martello
Le val Martello (en allemand Martelltal) est une vallée de la province autonome de Bolzano en Italie, qui part du village de Laces et s'étend sur environ 30 kilomètres.
Située dans le parc national du Stelvio, la vallée mène au lac de Gioveretto. Après le lac, la route se termine par un grand parking, près du Gasthof Schönblick et Enzian à une altitude de 2 051 m. La vallée est irriguée par les eaux du Plima, mais malgré cela, elle n'est pas particulièrement riche en cours d'eau.

## Géographie
En remontant la route à partir de Laces, la première localité, au bout de 5 km, est Burgaun (à 1 089 m d'altitude) et au kilomètre 6, Salto (à 1 158 m).
Au kilomètre 7, se trouvent le centre d'accueil Culturamartell et un centre sportif.
Au kilomètre 8, se trouve le hameau de Transacqua (à 1 200 m) et au kilomètre 9, Ganda (à 1 257 m), puis le village de Martello (à 1 320 m).
Au kilomètre 16, un centre de biathlon a été récemment construit, juste avant le lac.

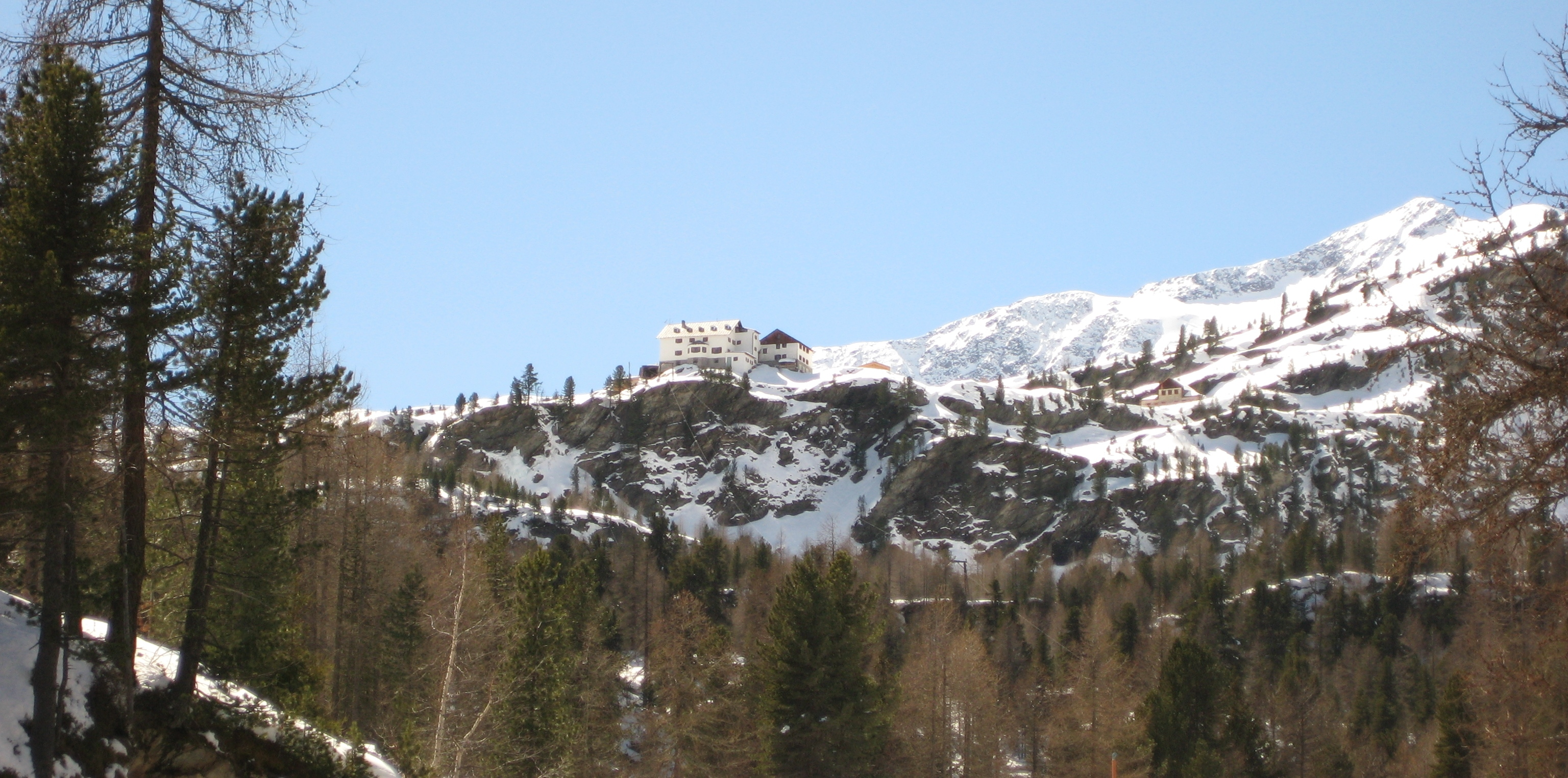
L'extrémité de la vallée.
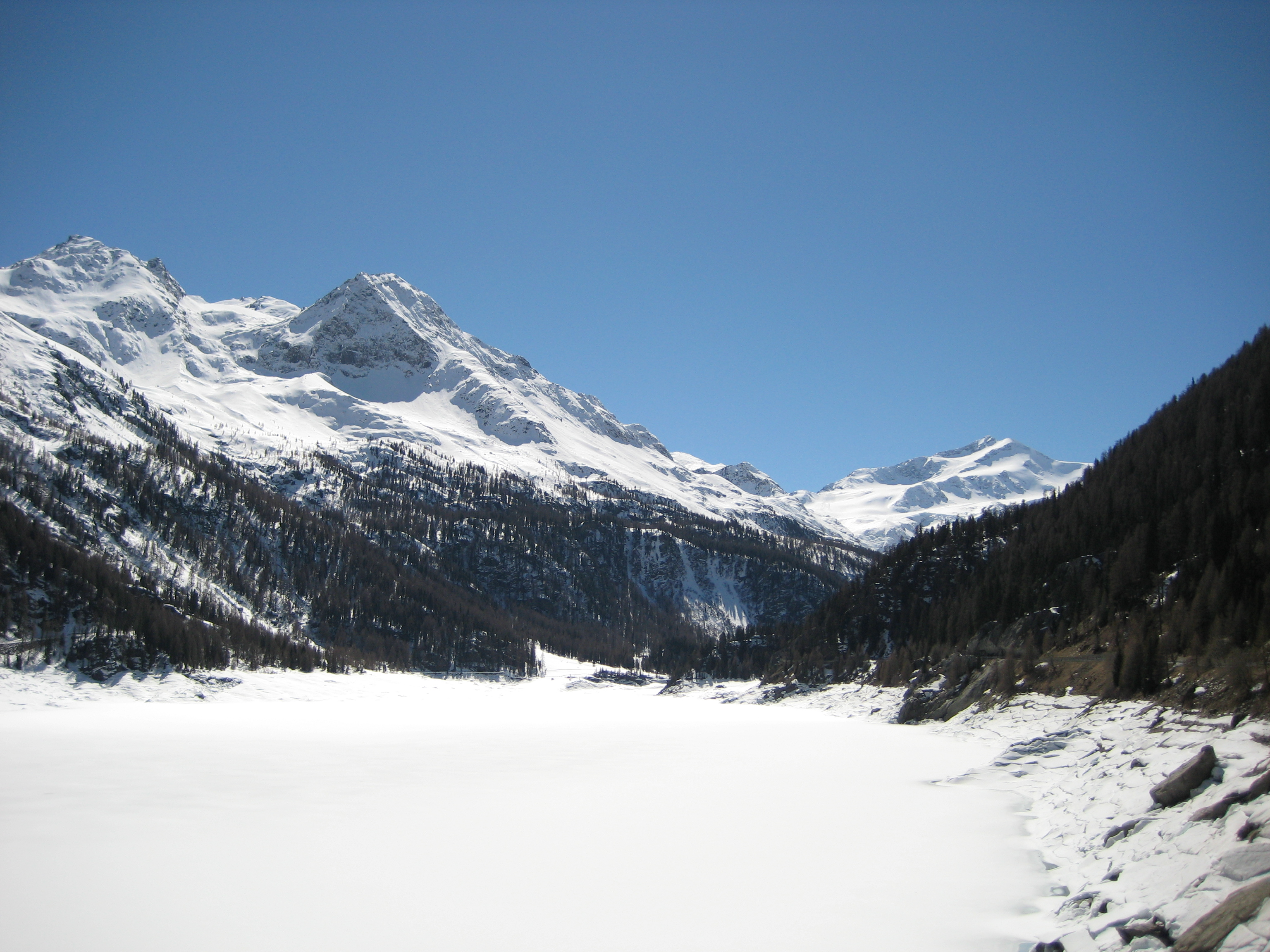
Vue du massif de l'Ortles, avec au premier plan le lac de Gioveretto.
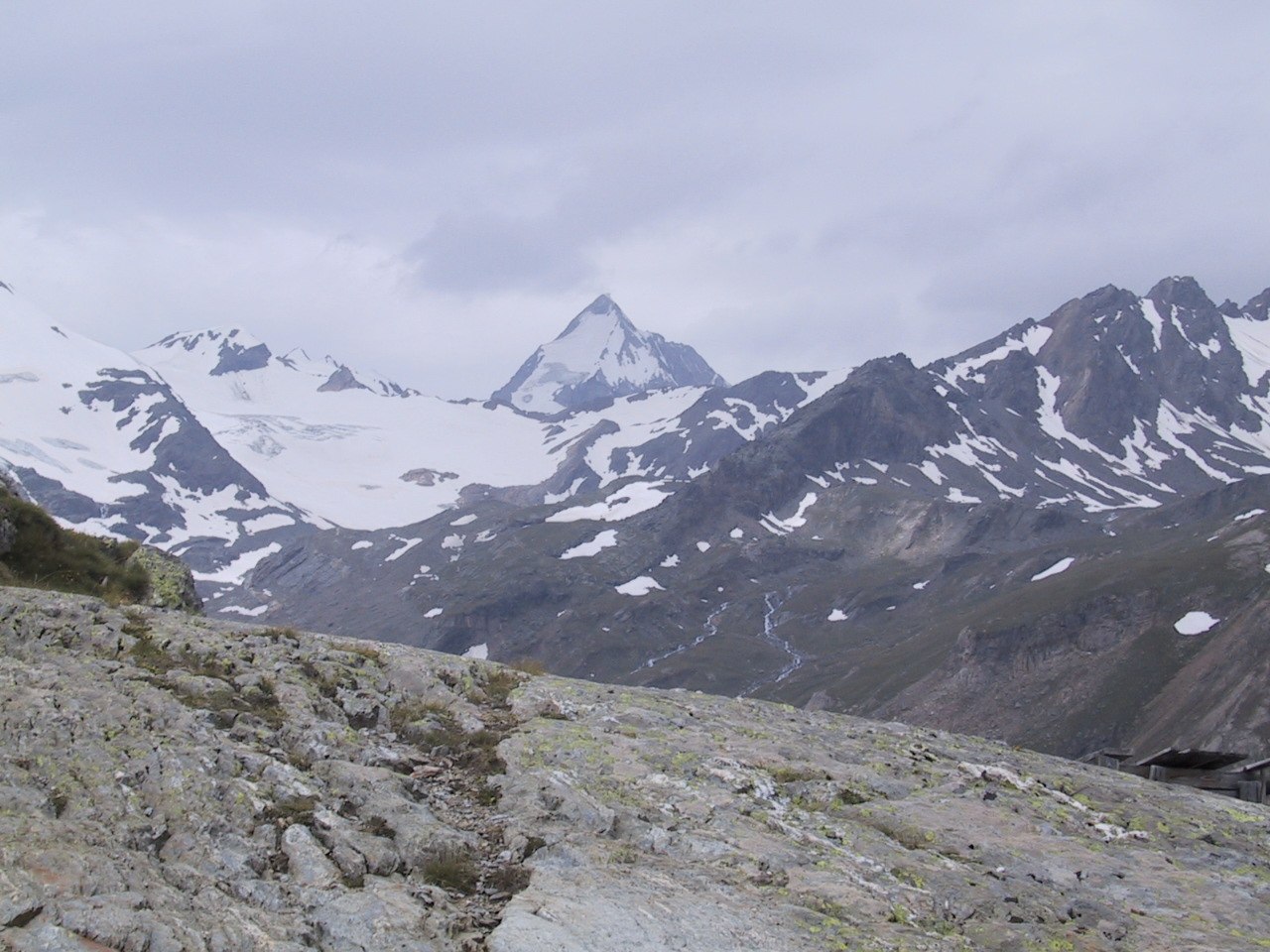
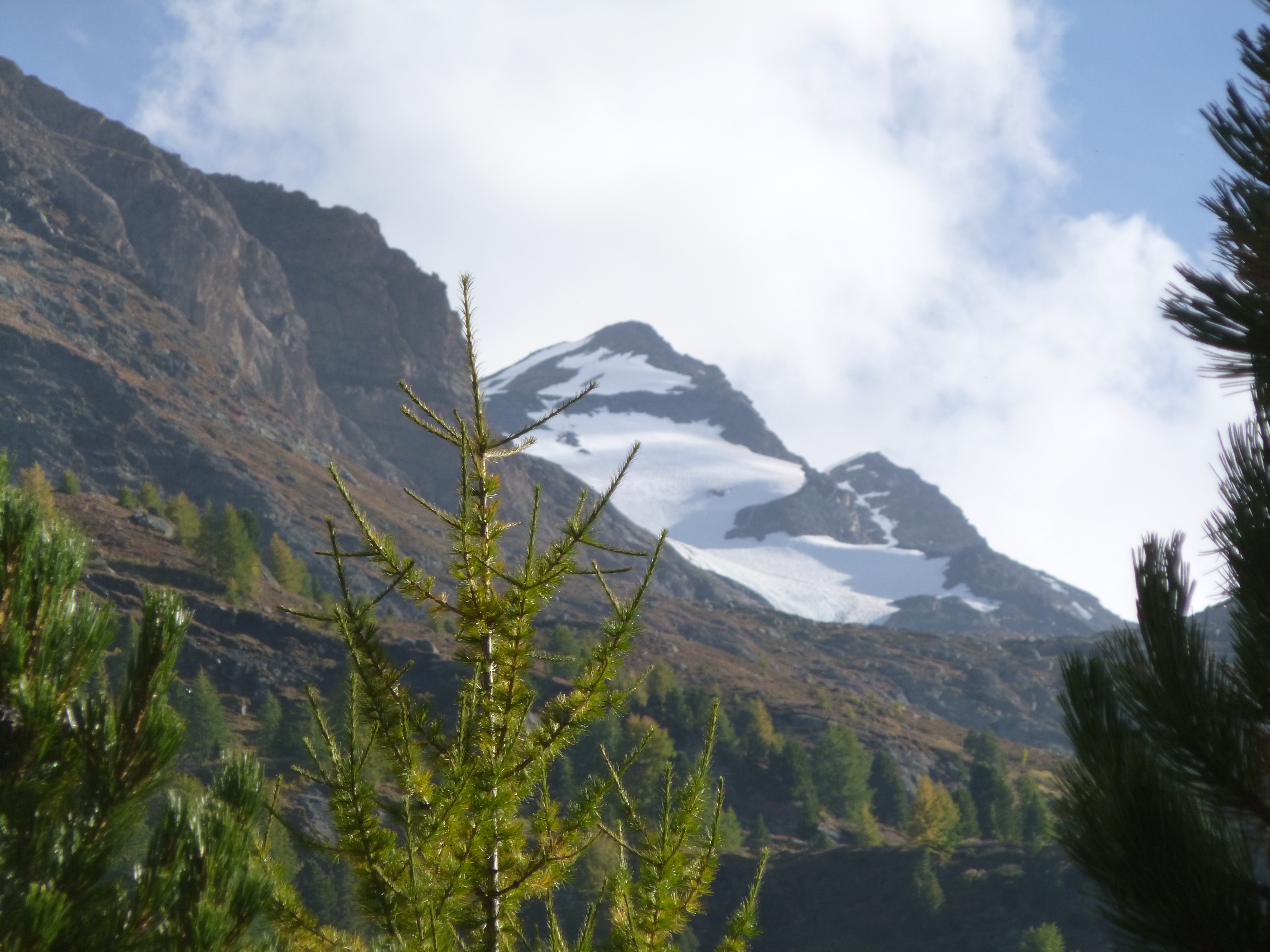

## Histoire
À l'époque pré-romaine, la vallée était utilisée pour le pâturage. Par la suite, des colonies permanentes s'y sont installées.

## Activités

### Agriculture
La vallée est principalement réputée pour ses fraises. Cultivées à haute altitude (de 900 à 1 800 m, un record en Europe), elles sont célébrées chaque année, à la fin du mois de juin, par une fête des fraises qui ouvre la saison des récoltes.

### Tourisme

#### Été
Le long du val Martello (en particulier dans la partie supérieure de la vallée), environ 220 kilomètres de sentiers de montagne peuvent être parcourus, qui peuvent conduire au val di Lasa, au val di Solda, au val di Rabbi et au val d'Ultimo.
Il existe aussi des sentiers de haute altitude qui mènent au Monte Cevedale. Le lac de Gioveretto (1 852 m) est le point de départ d'autres sentiers de montagne.

#### Hiver
La vallée possède des pistes de ski de fond et de biathlon, avec 12 kilomètres de pistes, des pistes de luge (certaines avec éclairage), un tremplin (25 mètres de haut) et des installations de patinage. Il est également possible de pratiquer le ski de randonnée sur le Monte Cevedale.

### Refuges
- Refuge Martello (2 610 m), ouvert de début mars à début mai et de mi-juin à fin octobre.
- Refuge Nino Corsi (2 264 m), ouvert de mars à octobre.

### Cyclisme
En 2014, le val Martello a été le point d'arrivée d'une étape du tour d'Italie qui comportait la montée du col du Gavia et du col du Stelvio avant l'ascension finale.
| Édition | Étape | Départ         | Longueur | Vainqueur de l'étape | Maillot rose   |
| ------- | ----- | -------------- | -------- | -------------------- | -------------- |
| 2014    | 16e   | Ponte di Legno | 139 km   | Nairo Quintana       | Nairo Quintana |